# Joaquim Marcelino de Brito
Joaquim Marcelino de Brito (Salvador, 2 de junho de 1799 — Rio de Janeiro, 27 de janeiro de 1879) foi um político brasileiro.
Filho de Joaquim de Brito e Ana Maria da Silva, formou-se na Faculdade de Direito de Coimbra, em 1822.
Casou com Acióli de Madureira Brito.
Foi deputado pelo Ceará na 1ª legislatura (1826 — 1829), por Sergipe na 2ª (1830 — 1833), pela Bahia na 4ª (1838 — 1841), na qual foi presidente da câmara, na 6ª (1845 — 1847), na 8ª (1850 — 1852) e na 9ª (1853 — 1856).
Foi presidente da província de Sergipe, nomeado por carta imperial de 30 de outubro de 1830, de 16 de janeiro de 1831 a 28 de outubro de 1833. Foi também presidente da província de Pernambuco, nomeado por carta imperial de 16 de abril de 1844, presidindo a província de 4 de junho a 8 de outubro de 1844.
Foi ministro da Justiça, em 1846. Nomeado ministro do Supremo Tribunal de Justiça em 1855, foi nomeado presidente do STJ em 1864. Foi agraciado com a Imperial Ordem de Cristo.